# Révolution du café de Saint-Domingue
L'empire colonial français connut entre 1755 et 1789, selon les historiens, une  véritable « révolution du café » de Saint-Domingue, 34 années qui virent la production de la partie française de l'île multipliée par onze, passant de 7 à 77 millions de livres (en poids), pour représenter plus de la moitié de l'offre mondiale. Au cours de la seule année 1789, la production augmente de 15 %. Cette progression se fait entièrement par défrichement car les autres terres cultivables sont occupées par la culture sucrière et du coton, toutes deux également en plein essor.

## Un précédent à La Réunion
Près de 80 ans avant la révolution du café de Saint-Domingue, concomitante de la révolution cotonnière de Saint-Domingue, une « révolution sucrière à la Jamaïque » avait au siècle précédent pris place dans une île voisine. Un précédent a aussi eu lieu dans le domaine du café, plus récemment, à La Réunion. Après le succès de la troisième expédition de Moka de 1715, le café est cultivé en quantités commerciales à La Réunion, dès 1721, lorsque commence l'importation massives d'esclaves à hauteur de 1 500 personnes par an, tandis que le caféier est introduit aussi à la Martinique en 1721. En 1754, l'île de La Réunion compte 17 000 habitants contre 734 en 1704. Jusqu'en 1735, l'exportation annuelle de café atteint les 100 000 livres annuelles, puis elle passe à 2 500 000 livres en 1744.
Vers 1730, la révocation des privilèges de la Compagnie des Indes Orientales accélère considérablement la culture du café dans les îles.
Plus généralement, le dynamisme et la rivalité des ports français au XVIIIe siècle, en particulier sur la période 1730-1740, avaient permis à la France de gagner du terrain sur le marché de la réexportation des denrées coloniales vers toute l'Europe, grâce aussi à une fiscalité plus favorable que celle imposée aux colonies de l'empire britannique. La Compagnie des Indes envoie alors 10 à 11 bateaux par an aux Indes sur la période 1720-1770, contre seulement 3 ou 4 sur la période 1664-1719. Près de la moitié des produits qui reviennent de l'orient, en valeur, sont des métaux précieux, qui se recyclent dans le circuit économique.
Dans la partie centrale de Saint-Domingue, proche de la frontière espagnole, une nouvelle génération de planteurs dynamiques et laborieux défriche les forêts. Ils ont défriché le sommet des montagnes pour planter massivement des caféiers, ce qui a appauvri les sols et favorisé le ruissellement. Ces colons avaient commencé à vendre leurs plantations de sucre aux Espagnols avant et après la guerre de Sept Ans, qui a paralysé le commerce mondial, suscité des incertitudes politiques et entraîné des redéfinitions de frontières. Ils ont alors utilisé l'argent pour acheter de nouvelles terres, moins chères car moins bien situées, mais appelées à s'apprécier avec le temps. Dès 1770, le café représentait le quart de la valeur des exportations des Antilles françaises.

## Un statut social moins valorisé que pour le sucre
Arrivés plus tard que les planteurs de sucre, considérés depuis le début comme une "élite aristocratique", les planteurs de café sont souvent moins riches et ne bénéficient pas d'un statut aussi élevé. Mais ils ne s'enrichissent pas moins. À la fin de la période coloniale, les exportations de café représentent en valeur des sommes équivalentes ou supérieures aux exportations de sucre, avec respectivement 71 millions et 75 millions de livres en 1787, 75 millions et 67 millions de livres en 1788, puis 51 millions et 122 millions de livres en 1789, année il est vrai marquée par l'exceptionnelle ouverture de quelque 317 caféries.
La  « révolution du café de Saint-Domingue  » est aussi l'occasion pour de nouveaux intervenants de s'imposer. Parmi eux, l'armateur nantais Louis Drouin, qui a entretenu des contacts commerciaux avec des planteurs de la partie sud de Saint-Domingue, là où d'autres négociants n'allaient pas, et là où se développe très vite la culture caféière. La région sud est aussi portée par une croissance très forte des surfaces cultivées en coton, à partir de 1730 : 38 300 pieds de coton pour l'ensemble ouest et sud, puis 2,2 millions pieds dès 1739 et 6,5 millions pieds en 1751, soit à chaque période des surfaces environ dix fois plus importantes qu'au nord.

## L'appauvrissement des sols et le ravinement
Le scientifique Justin Girod-Chantrans, qui séjourna en 1782 dans la Plaine-du-Nord, livra un témoignage alarmant sur l’appauvrissement des sols. « Puisque l'on étend chaque jour à Saint-Domingue les défrichements des montagnes, vous imaginez bien qu'il n'en reste plus rien à faire dans les plaines », s'inquiète-t-il. Plus tard, le problème de la déforestation à Haïti va rester dominant, surtout après la vague de déforestation qui a suivi 1923.
Calculée en quintaux, la production caféière de la partie française de l'île atteint en 1789 950 000 quintaux, soit 95 000 tonnes, pour la plupart réexportées. À Marseille, 90 % du café réexporté part en Turquie. En 1789, sur 39 000 tonnes de café importé en France, 34 000 viennent de Saint-Domingue, dont la production caféière rapporte presque autant que celle du sucre. La production de coton, en pleine explosion aussi, rapporte 16,5 millions de livres, soit 60 % de plus que celle d'indigo. Les deux cultures, soumises au même moment à une très forte demande, se concurrencent alors que les terres se font rares et que la rivalité économique avec les Anglais empêche, jusqu'au traité de libre-échange de 1780, de faire jouer les capacités de production des îles anglaises. 
De six millions de livres (en poids) en 1789, la production de coton de Saint-Domingue tombera en 1830 à seulement un million.

## Un impact important sur la traite négrière
Le terme de « révolution du café » est utilisé par les contemporains, comme Michel René Hilliard d'Auberteuil, qui en 1773 établit un traité complet d'économie sur Saint-Domingue en décrivant avec précision toutes les cultures.
« Le bourg de la grande Anse ou de Jérémie, est bâti fur un sol élevé, l'air y est très sain, les environs sont bien cultivés ; on y recueillait dans ces dernières années beaucoup de café, du cacao, un peu de coton et fort peu d'indigo ; mais la révolution du café donne lieu de croire que les autres cultures y prendront bientôt de l'accroissement ».
Ce succès du café, aussi massif que rapide, transforme l'île et fait exploser les chiffres de la traite négrière, dont une partie sont masqués en termes de décompte de la population sur place, pour des raisons fiscales. Dans les 5 années précédent la révolution, Saint-Domingue importe 28 000 esclaves par an, deux fois plus que dans la période 1766-1771. L'immense majorité des esclaves de Saint-Domingue venaient de trois points d'Afrique seulement, ce qui facilitera les liens entre différentes révoltes lors de l'insurrection de 1791.
Jean-Baptiste Gabriel Larchevesque-Thibaud, planteur de café et ancien procureur de la Commune du Cap-Français, fait partie des députés des États généraux de 1789 et de la loge maçonnique Saint Jean d'Écosse.